# Lingotto (comprensorio)

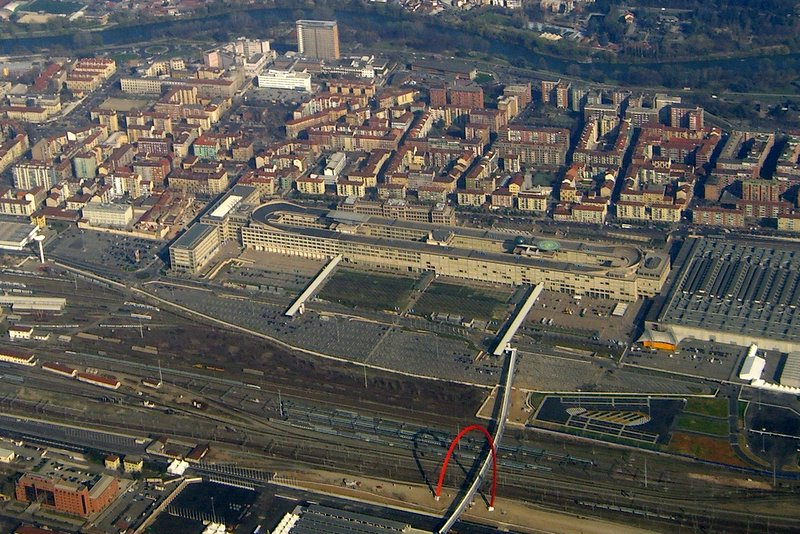
Panoramica aerea del complesso del Lingotto (2006)

Il Lingotto è un comprensorio di edifici situato nel quartiere torinese di Nizza Millefonti, chiuso tra via Nizza (dal numero 230 al 294) a est, da via Ermanno Fenoglietti a nord, da via Giacomo Mattè-Trucco a ovest (strada che costeggia un ramo del Passante ferroviario di Torino) e dal sottopasso del Lingotto a sud.
Fu uno dei principali stabilimenti di produzione della fabbrica automobilistica FIAT; a partire dal 1982 è stato riconvertito in grande centro polifunzionale.
È uno dei tre soli edifici mai costruiti al mondo con un circuito automobilistico sul tetto, assieme al Palacio Chrysler di Buenos Aires ed alla fabbrica di automobili Impéria di Nessonvaux (Belgio), ed è l'unico al mondo la cui pista sul tetto sia tuttora percorribile.

## Storia

### Il primo progetto (1915–1922)
Sui terreni dei ruderi di una ex villa dei conti Robilant (sita in via Passo Buole 4, di stile juvarriano, occupata dai partigiani durante la guerra e trasformata in Casa del Popolo, divenuta sede del circolo culturale Mario Dravelli nel 1945 e abbattuta dalla FIAT nel 1952), Giovanni Agnelli decise la costruzione del nuovo stabilimento FIAT, progettato nel 1915 sull'onda dello sviluppo economico-siderurgico dettato dalla prima guerra mondiale, sebbene lo stabilimento venisse completato alcuni anni dopo.
Il progetto generale fu affidato all'ingegner Matté-Trucco, insieme ad altri progettisti come Francesco Cartasegna e Vittorio Bonadè Bottino, mentre l'architettura strutturale fu realizzata dall'ingegner Porcheddu, concessionario per l'Italia del brevetto per l'utilizzo del metodo Hennebique per la realizzazione di strutture in cemento armato, sul modello degli stabilimenti della casa automobilistica statunitense Ford. I lavori di costruzione durarono prevalentemente dal 1916 (quando fu iniziata la costruzione dell'Officina di Smistamento) fino al 1930 – si noti, infatti, lo stile architettonico razionalista –, anche se l'inaugurazione avvenne già il 22 maggio 1923, alla presenza del re Vittorio Emanuele III, immediatamente seguita dalla visita di Mussolini il 25 ottobre.
Nell'opera Vers une architecture (1923) di Le Corbusier, dove sono esposte le sue teorie sulla nuova architettura, nel capitolo conclusivo del saggio, intitolato Architettura o Rivoluzione, sono riportati alcuni esempi di soluzioni innovative, fra questi vi sono alcune immagini dell'edificio dove viene evidenziata la soluzione dell'autodromo sul tetto.

### Gli ampliamenti del 1923–1926

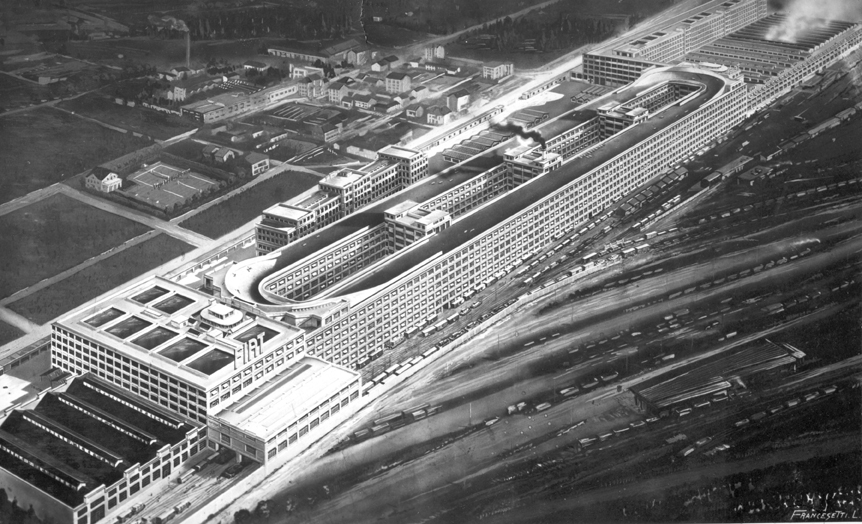
Rappresentazione artistica dello stabilimento del Lingotto (1928)

All'ingegnere meccanico Ugo Gobbato, esperto nella razionalizzazione delle attività produttive e chiamato dallo stesso Giovanni Agnelli nel 1918, venne affidata la responsabilità (con l'augurio del governo Mussolini) di accorpare le varie piccole officine Fiat sparse per Torino (in particolare la sede di Corso Dante) e organizzare quindi il trasferimento coordinato di macchinari e impianti al Lingotto, del quale assunse altresì la direzione, dimettendosi poi nel 1928, dopo aver raggiunto un pieno regime produttivo. Le officine furono formate da due lunghi corpi longitudinali, destinati alla produzione delle automobili, di oltre cinquecento metri di lunghezza, uniti da cinque traverse multipiano, dedicate a servizi per il personale. Alle estremità dei corpi lunghi furono costruite, tra il 1923 e il 1926, due rampe elicoidali, sempre su progetto di Matté-Trucco. In questo modo le automobili potevano accedere dal piano terra direttamente alla pista di collaudo, costituita da due rettilinei di oltre quattrocento metri di lunghezza, collegati da due curve sopraelevate.

### La pista automobilistica (1927) e la produzione 1928–1939

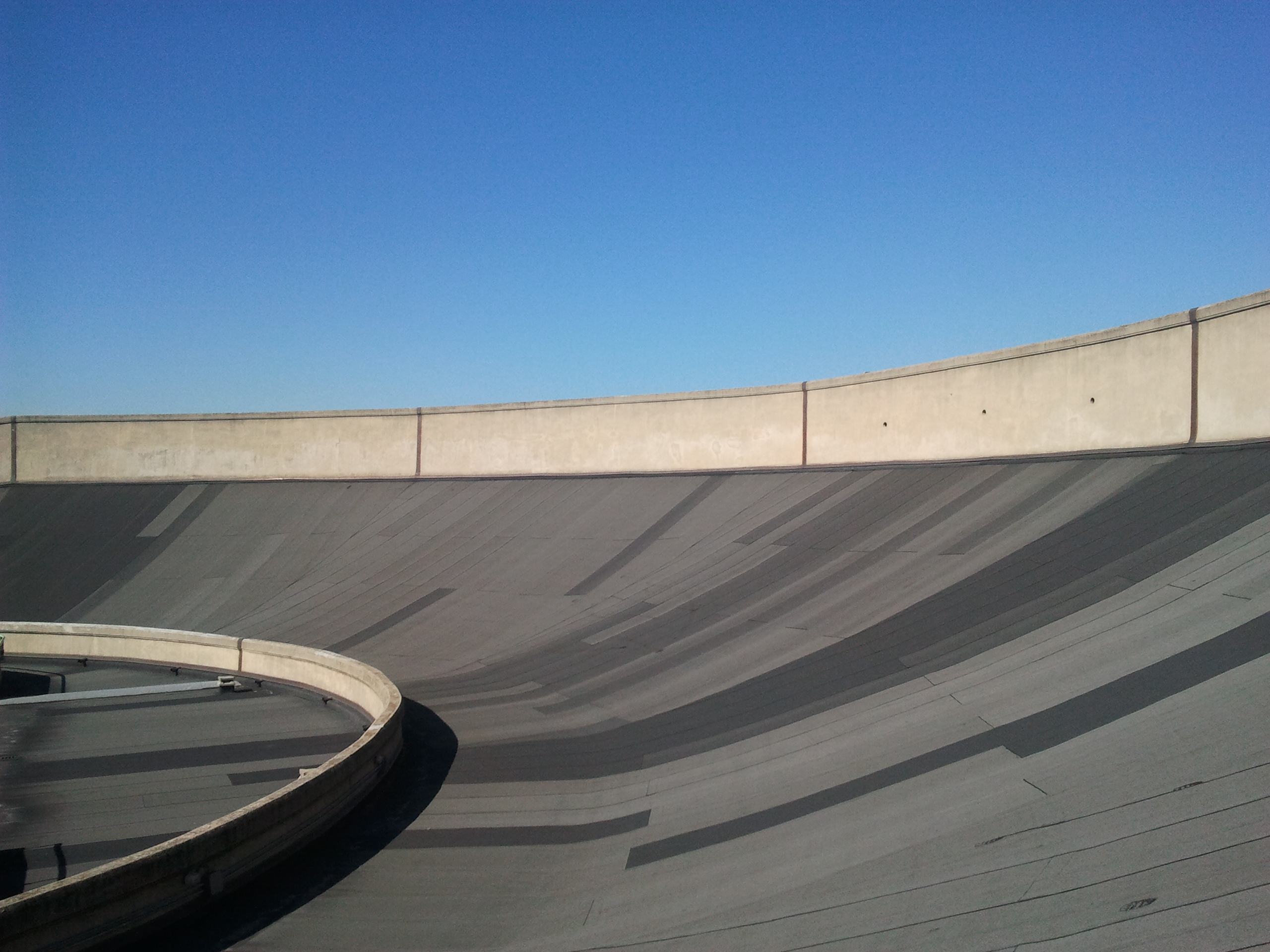
Una delle due curve sopraelevate dell'anello di prova (2011)

Unica nel suo genere, la pista asfaltata di collaudo della autovetture, costruita direttamente sul tetto della fabbrica fu realizzata già nel periodo 1926–1927 con la nota forma ad anello e le due curve paraboliche sulle estremità studiate in modo da poter essere affrontate con velocità fino a 90 km/h, quando al tempo la velocità di punta delle automobili era di 70 km/h. Il parapetto di protezione è alto un metro e mezzo. 
Nel 1969, la pista fu utilizzata per le riprese della celebre scena d'inseguimento del film Un colpo all'italiana. L'intera struttura della Fiat Lingotto fu concepita secondo i principi del taylorismo, che aveva come obiettivo principale la funzionalità produttiva, interamente costituita da cemento armato, con cinque piani, mentre la facciata esterna presentava alcuni elementi decorativi del Razionalismo italiano. La palazzina distaccata degli uffici invece, terminata già nel 1926, fu dedicata alla sola direzione, amministrazione, mensa e altri servizi.

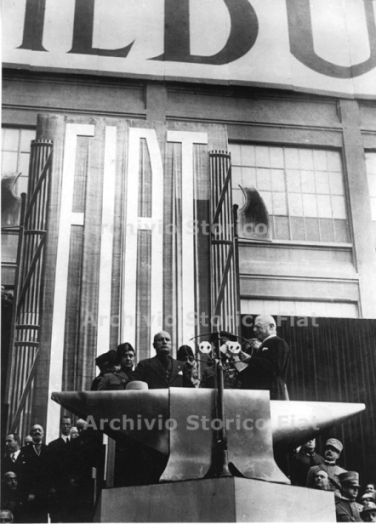
Benito Mussolini parla alle maestranze del Lingotto (1932)

Nel corso degli anni, lo stabilimento Lingotto produsse decine di modelli di automobili, come la Torpedo, la Balilla, la Topolino, la Fiat 1100 R e la sportiva X 1/9 con la rivoluzionaria posizione centrale del motore.

### Dalla guerra agli anni del boom (1939–1979)
L'attività produttiva fu parzialmente interrotta nel 1939, in pieno inizio della seconda guerra mondiale, essendo la stessa fabbrica un obiettivo delle incursioni militari su Torino. L'anno successivo infatti, una parte della produzione fu già spostata nel più grande stabilimento torinese, non molto lontano, chiamato Fiat Mirafiori. Durante la guerra fu facile bersaglio dei bombardamenti aerei da parte degli anglo-americani, in particolare quelli avvenuti nell'autunno 1942 e, il più devastante, quello del 29 marzo 1944.
Al termine della guerra, molte parti delle facciate dell'edificio furono parzialmente danneggiate, ma furono prontamente ricostruite nel periodo 1945–1947. La produzione di automobili però fu totalmente trasferita nel moderno comprensorio Fiat Mirafiori, mentre il Lingotto fu destinato, negli anni del boom economico, alla produzione di lavatrici e frigoriferi, per poi riprendere soltanto una parte della produzione automobilistica a partire dagli anni 60 del XX secolo.
L'ultimo modello in produzione al comprensorio del Lingotto, tra il 1979 e il 1982, fu la prima serie della Lancia Delta, esaurito il quale la fabbrica fu totalmente dismessa, aspettando di decidere il suo futuro e quello del suo storico comprensorio.

### La trasformazione (1982–2003)
Nel 1982 una società a capitale misto, guidata dalla Fiat, promosse una "consultazione" internazionale (il comune chiedeva un concorso di idee) per la ristrutturazione e il recupero dello stabilimento, appena dismesso; ma tra i 20 progetti presentati non fu individuato un vincitore. Nel 1985, fu incaricato della ristrutturazione l'architetto genovese Renzo Piano. Mentre all'esterno la struttura rimase pressoché inalterata, gli ambienti interni furono profondamente modificati, per venire incontro alle nuove esigenze. Ormai simbolo dell'archeologia industriale, nel periodo 1986–1987, l'edificio centrale della ex fabbrica fu da subito suddiviso, attraverso un lungo processo di ristrutturazione, per soddisfare diverse funzioni: uso commerciale (terziario), uso abitativo (albergo), un uso culturale (mostre, fiere).

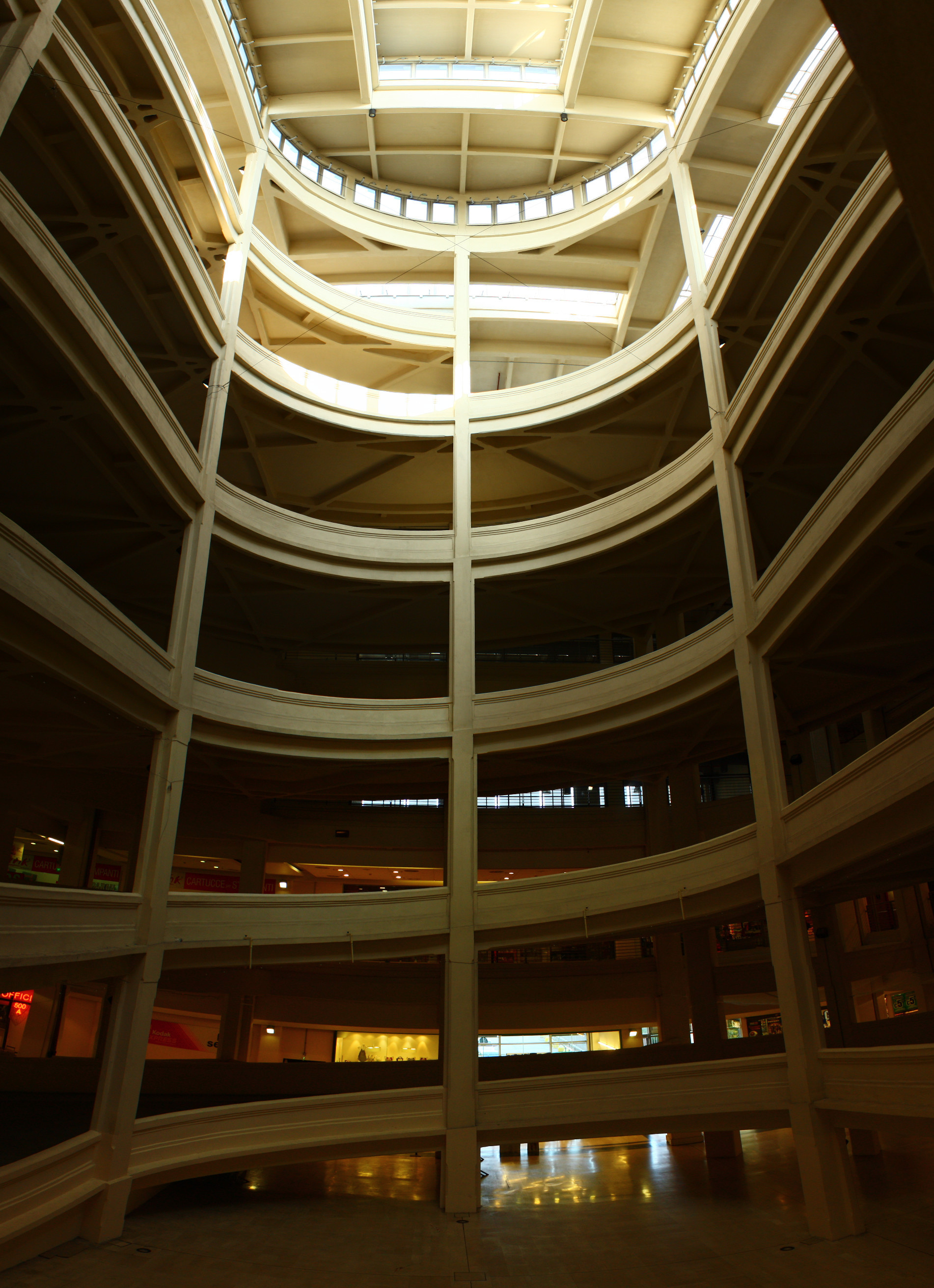
La rampa elicoidale che porta alla pista sopraelevata in cima allo stabilimento (2013)

Già nel 1987, vi fu una prima inaugurazione e apertura al pubblico dell'edificio centrale, già riqualificato e adibito a uso commerciale: negozi, bar, ristoranti concentrati in un'unica area commerciale chiamata 8-Gallery (dalla parola "otto" contenuta nel nome Lingotto).

#### Lingotto Fiere
Nel 1991, fu invece riqualificata la palazzina distaccata delle ex presse, sul lato sud del comprensorio: ne divenne ben presto un centro fieristico-espositivo, denominato Lingotto Fiere. La prima manifestazione inaugurativa fu il Salone dell'automobile del 1992. In pochi anni, questo centro esposizioni acquisì sempre più importanza: ha ospitato edizioni del Salone internazionale del libro e del Salone del gusto, mentre in passato è stato organizzato anche il Salone del vino, più altre esposizioni come la fiera d'arte moderna e contemporanea Artissima e molte altre mostre a livello nazionale e internazionale.
La struttura di Lingotto Fiere ha una superficie di oltre 70.000 metri quadrati, organizzata in maniera modulare. Lo spazio coperto è suddiviso in cinque padiglioni complanari, collegati tra loro, che comprendono anche sale conferenze e un sistema di parcheggi da oltre cinquemila posti. Il centro fiere ospita circa cinquanta manifestazioni all'anno. Nel 2007 la proprietà del Lingotto Fiere passò all'imprenditore Alfredo Cazzola, del gruppo francese GL Events.

#### La Bolla

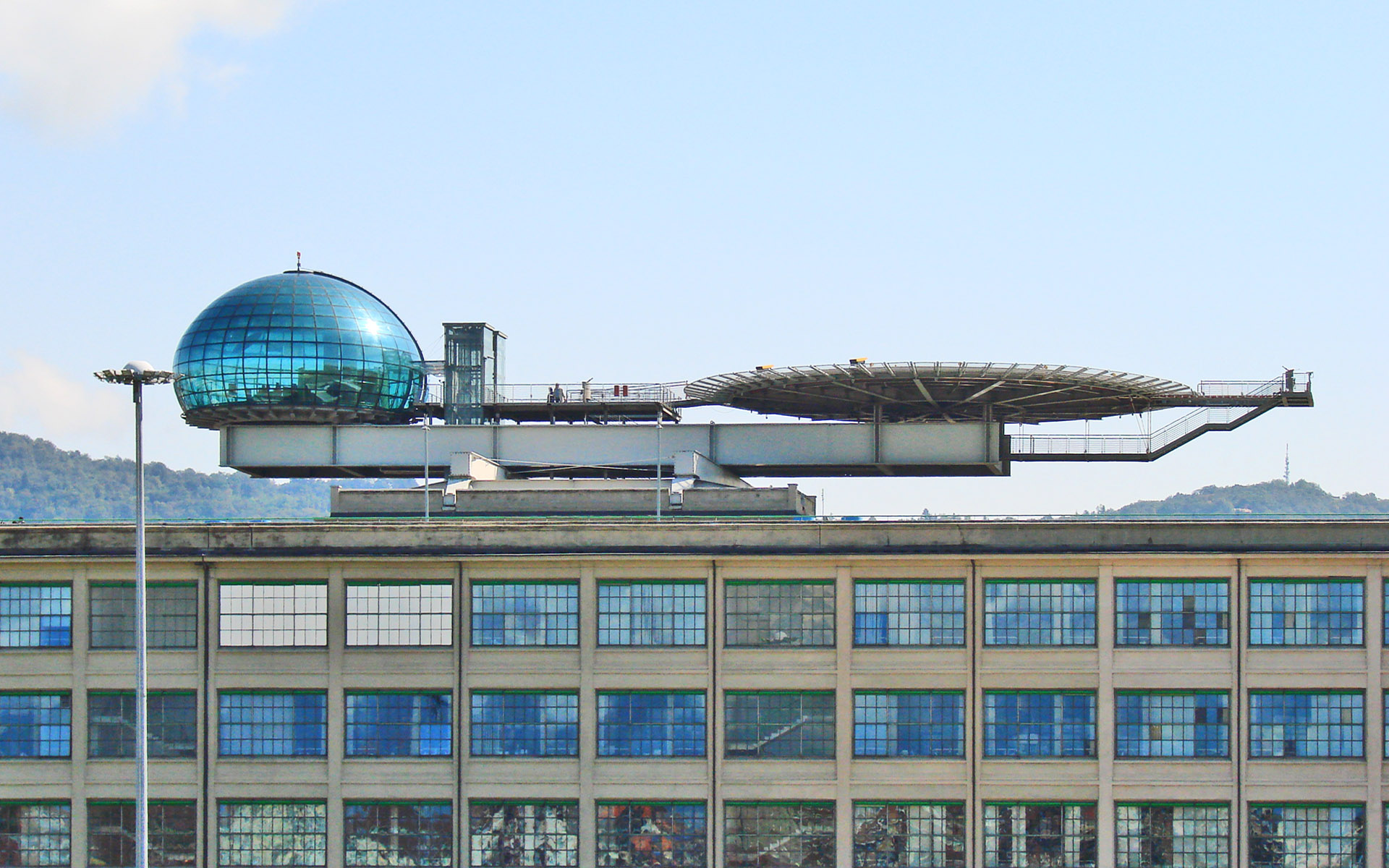
Primo piano della Bolla e dell'eliporto (2008)

Nel 1994, sul tetto della palazzina centrale, fu costruita, sempre su progetto di Renzo Piano, la cosiddetta Bolla, ovvero una sala riunioni semi-sferica e trasparente, attrezzata e panoramica da 25 posti, realizzata in acciaio e vetro-cristallo, con vista sulle Alpi e sulla pista parabolica di collaudo. Sulla stessa struttura portante della Bolla, che sembra quasi sospesa, fu costruito anche un disco di atterraggio da eliporto, per permettere il veloce atterraggio di elicotteri.

#### Cinema
Nel Lingotto è presente anche un cinema multisala con 11 sale, l'attuale UCI Cinemas Lingotto, che per alcuni anni ha ospitato il Torino Film Festival. Infine nella palazzina uffici, restaurata dagli architetti Roberto Gabetti e Aimaro Isola, furono insediati gli uffici direzionali di alcune aziende, tra cui la stessa FIAT, tornata al Lingotto nel 1997.

#### Sala Congressi e Auditorium Gianni Agnelli
Nel 1993, sotto la parte sud, fu realizzato un centro congressi, con 12 sale permanenti di varie capienze, tra cui la più grande detta "Sala Cinquecento", collegate tutte tra di loro, per una disponibilità totale di 3500 posti, più altre sale temporanee negli adiacenti padiglioni.

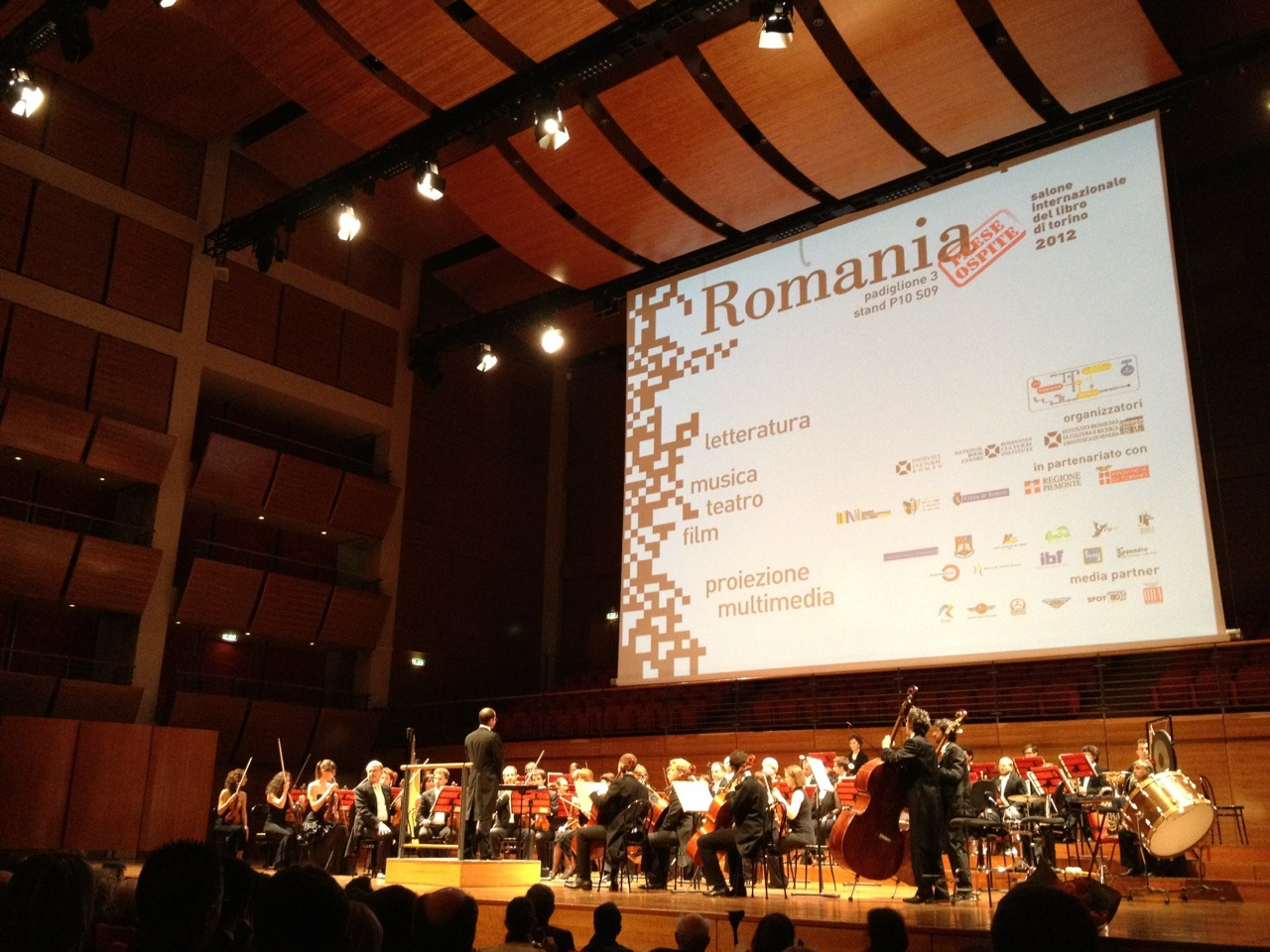
L'interno dell'auditorium (2012)

Accanto alla Sala Congressi troviamo l'Auditorium Giovanni Agnelli, che fu inaugurato nel 1994 con un concerto dei Berliner Philharmoniker, diretti da Claudio Abbado. Insieme all'Auditorium Rai di Via Rossini, l'Auditorium Gianni Agnelli, è la principale struttura dove si suole rappresentare concerti di musica classica a Torino. Progettato sempre da Renzo Piano nel contesto di ristrutturazione dell'intero complesso del Lingotto, è parzialmente scavato fino a circa 10 metri di profondità, ha un sistema automatico di parti in movimento che può variare la capienza da meno di cinquecento posti a circa duemila. Anche l'acustica è variabile: da un tempo di riverberazione di circa due secondi per la musica sinfonica è possibile ottenere una rifrangenza acustica di un secondo e mezzo, ideale per i congressi. 

#### Pinacoteca Giovanni e Marella Agnelli
Mentre a partire dal 1997 la sede manageriale del gruppo Fiat tornò nella palazzina storica degli uffici, nel 2002 fu inaugurata la Pinacoteca Giovanni e Marella Agnelli, un museo d'arte permanente che ospita la collezione privata della celebre famiglia, e che si trova collocata dentro lo Scrigno, una piccola costruzione di Renzo Piano sopra la pista sul tetto, così chiamata in quanto votata a contenere una sorta di tesoro artistico: lo stile architettonico infatti, rappresenta un'astronave di cristalli che riprende simbolicamente lo stile futuristico della fabbrica originaria. La collezione d'arte comprende venticinque opere scelte da Giovanni e Marella Agnelli, più alcune esposizioni temporanee. Sono inoltre presenti, tra gli altri, dei dipinti di Canaletto, Matisse, Balla, Picasso, Bellotto e due opere scultoree del Canova.

### Dagli anni 2000 a oggi

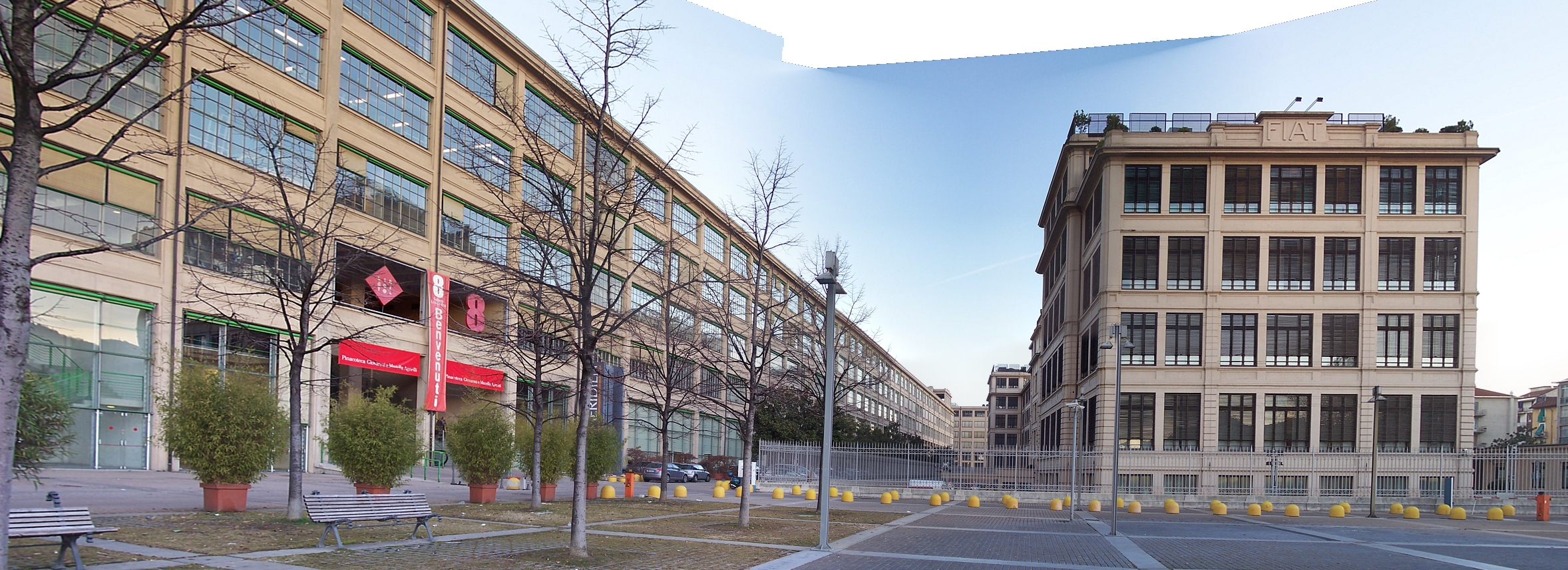
Da destra: visuale della palazzina FIAT con accanto l'8 Gallery (2008)

- Nel 2003, all'interno dell'hotel Le Meridien, fu creato un giardino tropicale, e lo stesso hotel è stato collegato al centro congressi tramite un percorso pedonale sopraelevato.
- Nel 2004, a fianco della palazzina delle fiere, fu allargata un'area per ospitare eventi all'aperto, una piccola pista di go-kart, più un'altra palazzina distaccata, chiamata Oval Lingotto.
- Nel 2006 furono collocati qui anche alcuni uffici del TOROC, il comitato organizzatore dei XX Giochi olimpici invernali.
- Nel 2007, al primo piano della palazzina nord, fu istituita la clinica odontoiatrica universitaria distaccata delle Molinette (Dental School). Nello stesso anno, al IV piano della Rampa Nord, fu allestita una sede distaccata del Politecnico di Torino (corsi di Ingegneria dell'Autoveicolo), dove già nel 1998 fu attivato un corso di laurea in ingegneria dell'autoveicolo. Piano disse di aver voluto ricreare nel Lingotto «un genuino pezzo di città». La storica pista per il collaudo delle automobili sul tetto fu ristrutturata e usata per le presentazioni di nuove automobili, ed è periodicamente aperta al pubblico.
- Nel 2010, a seguito del prolungamento della linea 1 della metropolitana di Torino, con la realizzazione di una fermata in via Nizza denominata stazione Lingotto, del comprensorio sono state oggetto di restauro la parte muraria e le cancellate del muro perimetrale, situato in prossimità del centro direzionale FIAT, con lo scopo di essere inserito nel contesto del progetto di miglioramento urbano dopo le lavorazioni in interrato della stazione Lingotto stessa, localizzata in prossimità dell'area. Il tratto in esame, già negli anni '90 aveva subito un intervento di restauro, ma nonostante ciò esso presentava delle cadute del tono del colore, alcune lesioni e in alcune zone l'intonaco si era staccato dalla sottostante muratura. Per quanto concerne la parte delle cancellate la superficie metallica si presentava in buone condizioni, pertanto il principale intervento di recupero si è concentrato nella parte del basamento lapideo, che presentava fenomeni di patina, di croste nere dovute allo smog e alla presenza ferrosa dei residui delle frenate dei tram.
- Nel 2011 nasce il Centro direzionale Exor, nella palazzina prospiciente il complesso. Sempre nello stesso anno, nella palazzina nord fu allestito l'albergo NH Torino Lingotto Congress (4 stelle) e l'albergo Doubletree by Hilton Turin Lingotto (4 stelle). Nello stesso anno viene trasferita qui la sede nazionale dell'Autorità di regolazione dei trasporti.[12]
- Dal 2007 al 2018, i locali del centro commerciale hanno ospitato ogni anno la Festa della Matematica, evento organizzato nel mese di marzo in occasione della gara locale a squadre miste delle Olimpiadi italiane della matematica. L'evento includeva il "Mercatino delle idee", esposizione di progetti, lavori ed esperimenti legati al mondo della matematica e della scienza realizzati dagli studenti delle scuole partecipanti, conferenze tenute nelle sale cinematografiche e la gara ufficiale a squadre, svolta sulla rampa elicoidale nord del comprensorio, oltre a una "gara del pubblico", gara matematica amichevole aperta a tutti nell'area ristorazione. Dal 2019, l'evento si svolge all'Arsenale della Pace, sede del Sermig.
- Nel 2020 viene deciso di ampliare il primo piano dedicato a centro commerciale, cambiando nome da 8-Gallery a Centro Commerciale Lingotto.[13] Ospita diversi negozi, tra cui Media World, McDonald, un supermercato PAM all'ingresso nord e un supermercato Conad City all'ingresso del padiglione 5, più un cinema UCI con 14 sale. Nel centro sono presenti circa 90 negozi e 14 ristoranti di varia caratterizzazione (Italiano tipico, pizzerie, tipico Viennese, steak-house Western, Giapponese, Take-Away, paninoteche, ecc.). Dalla galleria si può accedere ai piani superiori, dove sono collocati uffici di diverse aziende. Nella parte centrale sono situati giochi per bambini, uno spazio ampio dedicato alle manifestazioni che di norma quando vuoto è usato dai bambini per pattinare, andare sul monopattino o rincorrere un pallone. Completano poi le tipologie, negozi di abbigliamento, profumerie, di giocattoli, tabaccherie, fotografi.
- Nel 2022 viene realizzato il giardino pensile La Pista 500 su iniziativa della Pinacoteca Giovanni e Marella Agnelli.[14] Il progetto è stato realizzato dall'architetto Benedetto Camerana e si sviluppa lungo l'anello del Lingotto. Il nuovo giardino, che si trova a un'altezza di circa 28 metri, è composto da 28 isole verdi che ospitano circa 40.000 piante. A tutt'oggi è il più grande giardino pensile d'Europa.[15] Quello stesso anno la pista 500 ha ricevuto il secondo premio, nella categoria Progettazione o elaborazione di un parco o giardino contemporaneo dal European Garden Heritage Network.[16]

## Collegamenti
Il Lingotto è raggiungibile dalla stazione Lingotto della metropolitana di Torino e dalle linee autobus 17, 18 e 34.
In occasione dei XX Giochi olimpici invernali ospitati dalla città di Torino del 2006, è stata costruito un arco olimpico con passerella ciclopedonale che collega il Villaggio Olimpico (ingresso da piazza Galimberti) e il quartiere circostante con via Nizza e il centro commerciale Lingotto, offrendo un collegamento rapido tra due aree attraversate dal passante ferroviario.